# Achatina vignoniana
Achatina vignoniana е вид коремоного от семейство Achatinidae.

## Разпространение
Видът е разпространен в Габон.